# Impasse Tourneux
Pour les articles homonymes, voir Tourneux.
L'impasse Tourneux est une voie située dans le quartier de Picpus du 12e arrondissement de Paris en France.

## Situation et accès
L'impasse Tourneux est accessible par la ligne de métro 8 à la station Michel Bizot.

## Origine du nom
Cette voie doit son nom à son débouché sur la rue Tourneux.

## Historique
C'était anciennement l'« impasse Brunetaud ».